# Octotemnus diabolicus
Octotemnus diabolicus es una especie de coleóptero de la familia Ciidae.

## Distribución geográfica
Habita en la India.